# Lion's Roar
Lion's Roar (précédemment Shambhala Sun) est un magazine bimensuel consacré au bouddhisme, fondé en 1992 et dirigé par Melvin McLeod.

## Contributeurs notables
- Pema Chödrön
- Le 14e dalaï-lama
- Allen Ginsberg
- Daniel Goleman
- bell hooks
- Pico Iyer
- Amanda Palmer
- Sakyong Mipham Rinpoché
- Gary Snyder
- Robert Thurman
- Alice Walker
- Jon Kabat-Zinn